# Simav (district)
Simav is een Turks district in de provincie Kütahya en telt 76.210 inwoners (2007). Het district heeft een oppervlakte van 1.563,87 km².
De bevolkingsontwikkeling van het district is weergegeven in onderstaande tabel.
| 1997   | 2000    | 2007   |
| ------ | ------- | ------ |
| 98.119 | 103.763 | 76.210 |